# تصریف قوی
تصریف قوی یک سیستم صرف فعل یا صرف کلمات (اسامی و صفات) است که می‌تواند با سیستم دیگری در همان زبان، مقابله کند؛ که به عنوان تصریف ضعیف شناخته می‌شود. اصطلاح قوی با اشاره به فعل آلمانی ابداع شده‌است، اما از آن زمان به بعد آثار آن در سایر زبان‌ها هم استفاده شده‌است، که این آثار می‌توانند مشابه باشد یا نباشد. توجه داشته باشید که هیچ منظوری از «قوی بودن» در مورد شکل «قوی» وجود ندارد. این اصطلاح تنها در برابر اصطلاح «ضعیف» به منظور ایجاد تمایز در پارادایم‌های موجود در یک زبان واحد معنا می‌یابد. هیچ ویژگی متمایزکننده مشترکی در تمام شکل‌های «قوی» وجود ندارد، جز اینکه همه آن‌ها همیشه نقطه مقابل شکل‌های «ضعیف» هستند.